# Veronica phormiiphila
Veronica phormiiphila är en grobladsväxtart som beskrevs av Garn.-jones. Veronica phormiiphila ingår i släktet veronikor, och familjen grobladsväxter. Inga underarter finns listade i Catalogue of Life.